# TORCS
TORCS, acronimo di The Open Racing Car Simulator, è un simulatore 3D di gare automobilistiche open source che utilizza le tecnologie OpenGL.  TORCS è progettato per permettere a delle IA pre-programmate di gareggiare le une contro le altre e permette ad un giocatore di utilizzare, per controllare il veicolo, una tastiera, un mouse, o un volante. Il sito ufficiale dichiara che l'architettura è derivata da RARS (the Robot Auto Racing Simulator). Un derivato di questo gioco si chiama Speed Dreams, che è in via di sviluppo.
TORCS gira sulle seguenti piattaforme:
- Linux,
  - Architetture PowerPC
  - Architetture Non-SMP
- FreeBSD,
- Microsoft Windows

Può essere portato ad altre architetture se desiderato grazie all'utilizzo di librerie cross-platform come Mesa 3D e GLUT.(oltre a FreeGLUT)

## Veicoli
Il gioco offre un'ampia varietà di veicoli sportivi, dalla Formula 1 racers alle auto da rally.  Le auto vengono categorizzate per livelli di performance e configurazione powertrain:
Nota: La lista è incompleta.
- Auto da pista
  - Trazione anteriore
    - Peugeot 406

  - Trazione posteriore
    - Lotus GT1 (RWD)
    - McLaren F1
    - Porsche GT
    - Dodge Viper GTS-R
    - Jaguar XJ-220
    - Ferrari 360 Modena
    - Mercedes-Benz CLK DTM
    - Ford GT40 Conceptual
    - Acura NSX Type S-Zero

  - Trazione integrale
    - Alfa Romeo 155 DTM

  - Auto storiche
    - Alpine A110